# Mega Drive Mini
La Mega Drive Mini, connue sous le nom de Sega Genesis Mini en Amérique du Nord, est une console de jeux vidéo dédiée, conçue sur le modèle de la Mega Drive de Sega en miniature. La console émule le matériel 16 bits de la console d'origine et inclut 42 jeux préinstallés, dont deux jamais sortis (Darius et Tetris) pour la console d'origine, portés par M2,. Elle est sortie mondialement le 19 septembre 2019, sauf en Europe et au Moyen-Orient où elle est sortie le 4 octobre 2019.
Une deuxième console, la Mega Drive Mini 2, est sortie le 27 octobre 2022. Elle comporte 61 jeux, dont certains jeux Mega-CD.

## Histoire
Sega a décidé de se lancer lui-même sur le marché des consoles "mini" en octobre 2019, avec la résurrection de sa Mega Drive.
L'échec critique et commercial de la décevante PlayStation Classic de Sony aurait pu dissuader les constructeurs sur le marché des consoles mini — popularisé par les NES Classic Mini et SNES Classic Mini de Nintendo, deux franches réussites pour la firme nippone.
Sega, n’ayant plus fait de console depuis la Dreamcast, se lance à son tour sur ce segment visant les joueuses et joueurs nostalgiques, lance tout de même sa Mega Drive Mini, basée sur la console du même nom, aux 40 millions d'exemplaires vendus.

## Matériel

### Manette
La manette de la Mega Drive Mini est un copier-coller de la première version de manette Mega Drive. Cette manette est filaire et se branche à la Mega Drive Mini grâce à son connecteur USB. Elle est également nativement reconnue par Windows et donc utilisable sur PC. Une version à six boutons, vendue séparément, existe ; elle est préconisée pour jouer à certains jeux, comme Street Fighter II': Champion Edition.

## Jeux vidéo pré-installés
Les jeux ci-dessous sont pré-installés dans la console :
- Alisia Dragoon
- Beyond Oasis
- Castlevania: Bloodlines
- Columns
- Comix Zone
- Contra: Hard Cops
- Darius
- Ghouls 'n Ghosts
- Golden Axe
- Gunstar Heroes
- Landstalker
- Mega Man: The Wily Wars
- Monster World IV
- Phantasy Star IV: The End of the Millennium
- Road Rash II
- Shining Force
- Sonic the Hedgehog 2
- Space Harrier II
- Streets of Rage 2
- Super Fantasy Zone
- Tetris
- Thunder Force 3
- World of Illusion

Les titres suivants sont exclusifs aux versions nord-américaine et PAL :
- Alex Kidd in the Enchanted Castle
- Altered Beast
- Earthworm Jim
- Ecco the Dolphin
- Eternal Champions
- Kid Chameleon
- Light Crusader : Le Mystère de Green Rod
- Shinobi III: Return of the Ninja Master
- Sonic the Hedgehog Spinball
- Virtua Fighter 2

Les titres suivants sont exclusifs aux versions nord-américaine, PAL, et japonaise :
- Dynamite Headdy
- Street Fighter II': Champion Edition

Les titres suivants sont exclusifs aux versions nord-américaine, PAL, coréenne et chinoise :
- Castle of Illusion
- Dr. Robotnik's Mean Bean Machine / Puyo Puyo
- Sonic the Hedgehog

Les jeux ci-dessous sont exclusifs à la version japonaise :
- Dyna Brothers 2
- Lord Monarch: Tokoton Sentō Densetsu
- Madō Monogatari I
- Mega Q: The Party Quiz Game
- Rent a Hero
- The Hybrid Front (en)
- Yū Yū Hakusho: Sunset Fighters

Les jeux ci-dessous sont exclusifs à la version coréenne et chinoise :
- Alien Soldier
- OutRun 2019
- Shining Force II
- Sword of Vermilion

Les jeux ci-dessous sont exclusifs à la version japonaise, coréenne et chinoise :
- Assault Suit Leynos
- Game no Kanzume: Otokuyō
- Langrisser II
- Musha Aleste: Full Metal Fighter Ellinor
- Powerball
- Puyo Puyo 2
- Puzzle and Action
- Slap Fight
- Snow Bros.: Nick and Tom
- The Revenge of Shinobi (ver. 4)